# 格拉尼希夫
50°9′35″N 31°29′59″E / 50.15972°N 31.49972°E
赫拉尼希夫（烏克蘭語：Гланишів）是位於烏克蘭北部的村莊，由基辅州鲍里斯皮尔区的佩雷亞斯拉夫市鎮負責管轄。該村面積2.91平方公里，海拔高度102米，2024年人口630，人口密度每平方公里293.8人。
1. ↑  .   [2025-05-24]. （原始内容存档于2025-05-24）.